# Istraživač noćnih mora
Istraživać noćnih mora je epizoda strip serijala Dilan Dog objavljena u Srbiji u #22. obnovljene edicije Zlatne serije koju je pokrenuo Veseli četvrtak. Sveska je izašla 16. jula 2020. god. i koštala 350 dinara (3,45 $; 2,96 €). Imala je ukupno 148 stranica i sadržala ukupno četiri posebne priče. Glavna epizoda Istraživač noćnih mora bila je nastavak epziode Dilan Doga #162 Stiže Dampir (str. 5-106). Potom slede epizoda Vampiri od peska (str. 107-118), te Noć u Narniju (str. 119-130), i končano Znamenje zmaja (str. 131-144)

## Originalne epizode
Ova epizoda objavljena je premijerno u Italiji 3. avgusta 2017. u izdanju Bonelija u okviru regularne edicije Dampira (#209).

## Prethodna i naredna sveska
Prethodna sveska ZS sadržala je epizodu Dedvud Dika pod nazivom Crno kao noć (#21), dok je naredna sadržala epizodu Zagora pod nazivom Ostrvo demona (#23)